# John de Soules
John de Soules, ou Soulis († avant 1310), est un noble, administrateur et Gardien de l'Écosse pour le compte du roi Jean d'Écosse de 1301 à 1304.

## Origine
John de Soules ou de Soulis est le second fils de William Ier de Soules, seigneur de Liddesdale et bouteiller d'Écosse, et le jeune frère de Nicolas de Soules, Justiciar de Lothian († vers 1296). John de Soules est un cadet qui ne contrôle que la baronnie de Westerkirk en Eskdale et « du droit de sa femme » la vieille baronnie d'Ardross sur la côte de Fife.

## Première années
John de Soules apparaît vers 1280 dans l'ombre de son frère aîné, mais en 1284, il est comme chevalier, serviteur royal dans l'ambassade qui négocie le mariage de Yolande de Dreux avec Alexandre III d'Écosse. En 1289, ou peut-être avant 1286, il est sheriff de Berwick, et est parmi les magnats présents lors des négociations de Birgham en 1290. Dans la Grande Cause, son frère William et lui sont les auditeurs nommés par Robert (V) de Brus « le Compétiteur » bien que Nicholas de Soules le fils de William soit un des prétendants au trône.
John participe au Parlement de 1293 tenu par le roi Jean d'Écosse, où il apparaît dans un acte relatif à la sureté du jeune Robert Bruce, comte de Carrick, et en 1295 il fait partie des ambassadeurs chargés de négocier le traité d'alliance avec la France. Il n'est pas mentionné parmi les nobles qui se soumettent à Édouard Ier d'Angleterre après sa victoire de 1296.
Il n'y a d'ailleurs pas de traces de sa présence en Écosse ou Angleterre à partir de 1295, et il semble qu'il est en France où il réside pendant cinq ans. Il reçoit des pensions de Philippe IV de France en février et mai 1299 et il est mentionné comme présent à Damme en juillet 1299, dans l'attente de retourner en Écosse, juste au moment où le roi Jean Ier est relâché par les Anglais et remis à la garde du pape. Il a été avancé que John de Soules revient effectivement en Écosse en 1299, mais il n'y a pas de preuves de ce retour et il est très probable qu'il n'ait pas suivi les autres ambassadeurs et qu'il soit contacté par le roi Jean Ier qu'il rencontre à cette époque.

## Gardien de l'Écosse
Jean de Fordun mentionne qu'à l'époque où John III Comyn est Gardien de l'Écosse, John de Soules est associé à lui dans son office par l'ex roi Jean d'Écosse qui a été libéré de prison et qui réside à Bailleul.
Jean d'Écosse est relâché en juillet 1299 grâce à l'intervention du pape. Il réside à Malmaison dans le diocèse de Cambrai puis à Gevrey-Chambertin en Bourgogne sous la responsabilité du Saint-Siège. Pendant l'été 1301 sa garde est confiée à Philippe IV de France qui l'installe dans son château ancestral de Bailleul-en-Vimeu en Picardie. En dépit de la chronologie de Fordun, il semble que le roi Jean d'Écosse ait nommé John de Soules gardien de l'Écosse avant son transfert sous la garde du roi de France car de Soules est nommé seul Gardien de l'Écosse au début de 1301.
John de Soules prend l'initiative remarquable de délivrer des chartes et d'autres actes au nom du roi Jean Ier d'Écosse, et répond par lettre du 21 mai 1301 aux arguments avancés à la cour pontificale par Édouard Ier pour justifier sa politique envers l'Écosse et envoie deux juristes se joindre à maître Baldred Bisset, président de la cour de l'évêque de St Andrews présent à la curie romaine, avec un dossier de contre-arguments convaincants.
L'action guerrière de John de Soules est moins efficace que sa guerre intellectuelle toutefois pendant l'été 1301 de Soules et Ingram de Umfraville combattent avec succès Édouard le prince de Galles dans le Sud-Ouest en attaquant la forteresse de Lochmaben les 7/8 septembre 1301 puis rassemblent leur troupes à Loudun dans le vain espoir de délivrer le château de Bothwell, assiégé par Édouard Ier. Néanmoins, les objectifs militaires du roi d'Angleterre ne sont pas réalisés et en janvier 1302, il accepte une trêve de neuf mois.
Désormais tout dépend de l'engagement d'Édouard Ier en France, ou de la conclusion d'une paix anglo-française qui inclut l'Écosse et à l'automne 1302 de Soules va en France avec une grande ambassade afin de tenter de convaincre Philippe IV d'intervenir en faveur de la cause écossaise. Toutefois l'Écosse n'est pas évoquée dans la paix que signe Philippe IV le 20 mai 1303 avec l'Angleterre.
John III Comyn et les autres magnats font la paix avec Édouard Ier à qui il se soumettent le 8 février 1304. John de Soules exilé de facto depuis deux ans en France est inclus dans la paix mais il refuse de se soumettre et reste en France jusqu'à sa mort à une date inconnue avant 1310.

### Conclusion
Jean de Fordun qui écrit quarante ans après sa mort n'a pas une haute opinion de John de Soules, mais il doit être jugé comme un politique ou un homme d’État, pas un comme un chef de guerre. Pour un homme aux ressources limitées et de position sociale mineure, il a fortement impressionné les membres de la haute aristocratie par ses talents de diplomate.

## Union et postérité
John de Soulis avait épousé Margaret, fille de Merleswain, seigneur d'Ardross dans le Fife, veuve avant 1295 de Hugh de Perisby, ils ont une fille Muriella.